# Mount Betty
Mount Betty ist ein 381 m hoher Bergrücken an der Amundsen-Küste der antarktischen Ross Dependency. Er ragt am Südrand des Ross-Schelfeises nördlich des Bigend Saddle  und östlich der Mündung des Strøm-Gletschers im nordöstlichen Ausläufer der Herbert Range im Königin-Maud-Gebirge auf.
Der norwegische Polarforscher Roald Amundsen entdeckte den Berg im November 1911 beim Marsch zum geographischen Südpol im Rahmen seiner Antarktisexpedition (1910–1912). Amundsen benannte ihn nach Beata (genannt Betty) Andersen (1838–1924), seinem früheren Kindermädchen und späteren Haushälterin.